# Ratufa affinis
Lo scoiattolo gigante pallido (Ratufa affinis Raffles, 1821) è un grosso scoiattolo arboricolo del genere Ratufa originario del Sud-est asiatico.

## Tassonomia
Attualmente, gli studiosi riconoscono nove sottospecie di scoiattolo gigante pallido:
- R. a. affinis Raffles, 1821 (penisola di Malacca e Singapore);
- R. a. bancana Lyon, 1906 (Bangka);
- R. a. baramensis Bonhote, 1900 (Sarawak);
- R. a. bunguranensis Thomas e Hartert, 1894 (Natuna Besar);
- R. a. cothurnata Lyon, 1911 (Borneo occidentale);
- R. a. ephippium Müller, 1838 (Borneo sud-orientale);
- R. a. hypoleucos Horsfield, 1823 (Sumatra);
- R. a. insignis Miller, 1903 (Pulau Sugi);
- R. a. polia Lyon, 1906 (Belitung).

## Descrizione
Oltre che per le grandi dimensioni, questo scoiattolo è facilmente riconoscibile e identificabile in natura per i disegni colorati del mantello, che variano molto da un esemplare all'altro. La colorazione della testa e del dorso varia dal marrone scuro al grigio, mentre quella del ventre varia dal giallo scuro al bianco. Le orecchie sono brevi e arrotondate. Il corpo misura 32,2-35 cm, e la coda 37,3-43,8 cm, per una lunghezza totale di 69,5-78,8 cm; il peso varia tra 929 e 1575 g.

## Distribuzione e habitat
Lo scoiattolo gigante pallido è diffuso nella penisola malese, a Sumatra, nel Borneo e in alcune isole vicine. A Singapore, dove la specie venne scoperta per la prima volta dagli europei, non viene più avvistato da molto tempo ed è probabilmente scomparso. Un presunto avvistamento in Vietnam, avvenuto nel 1984, è molto probabilmente dubbio.
È l'unica specie di scoiattolo gigante diffusa nel Borneo (nelle altre regioni il suo areale si sovrappone a quello dello scoiattolo gigante nero). È presente anche nella vasta Riserva Forestale di Belum-Temengor, nello stato malese di Perak, nella penisola malese.
Lo scoiattolo gigante pallido vive nelle foreste di montagna meno elevate e nelle foreste secondarie, ove frequenta gli alberi di dipterocarpo. Si spinge raramente nelle piantagioni o negli insediamenti umani, prediligendo le foreste. Sebbene dimori in prevalenza nella parte superiore della volta della foresta, talvolta scende al suolo per dare la caccia a specie di scoiattolo più piccole, o per passare da un albero all'altro dove questi sono più distanziati.

## Biologia
Lo scoiattolo gigante pallido è diurno ed è maggiormente attivo la mattina e la sera. Vive da solo o in coppie. Quando è nervoso o impaurito, emette un forte grido che può essere udito anche da lontano.
Sebbene questo scoiattolo si rifugi spesso all'interno delle cavità degli alberi, durante la stagione riproduttiva costruisce un grosso nido globulare tra i rami, all'incirca delle dimensioni di quello di un'aquila. I piccoli vedono la luce e crescono in questo riparo.
La dieta principale di R. affinis è costituita da semi, e in minor quantità da foglie, frutta, noci, corteccia, insetti e uova. È dotato di un pollice molto corto, grazie al quale può reggere e manipolare le cose di cui si nutre.
Diversamente da altri scoiattoli arboricoli, mentre mangia lo scoiattolo gigante pallido non è in grado di stare seduto con la coda ripiegata sul dorso; al contrario, sta eretto su un ramo sulle zampe posteriori in modo che le mani siano libere per poter manipolare il cibo. In questa posizione l'asse del corpo forma un angolo retto con il supporto, con la testa e i quarti anteriori da una parte del ramo e la coda a controbilanciare dall'altro lato.

## Conservazione
R. affinis, inserito dalla IUCN tra le specie prossime alla minaccia, è minacciato soprattutto dalla caccia e dalla deforestazione.